# Асфалтобетон
Асфалтобетонът, често наричан разговорно асфалт, е строителен материал за пътни настилки, който е съставен от няколко вида инертни материали – пясък, трошен камък и понякога каменно брашно, – между които има свързващо вещество, – асфалт, съдържащ основно битум. Обикновено се използва за изграждането на автомобилни пътища, паркинги и летища.

## Видове
В зависимост от конструктивната позиция на пласта, съществуват няколко вида асфалтови смеси:
- Битумизиран асфалтобетон (смес за основи) – относително едър по зърнометрия трошен камък (около 86%), пясък (около 10%) и битум (около 3,5%). Този вид смес се използва предимно за първично настилане с трошен камък и има относително висока носимоспособност.
- Биндер (неплътен асфалтобетон) – среден по зърнометрия трошен камък (около 86%), пясък (около 10%) и битум (около 4%). Тази смес е основна за всички пътища, която се характеризира с дрениращи свойства и носимоспособни качества.
- Плътна асфалтобетонна смес (износващ пласт) – съставена е дребна зърнометрия на трошения камък (около 80%), пясък (около 10%), битум (около 5%) и каменно брашно (около 5%). При правилно полагане и уплътняване тя не пропуска вода (една от причините да се нарича плътна смес). Тя е високо еластична, но трудно обработваема по време на полагане.